# 11 Pułk Piechoty (austro-węgierski)

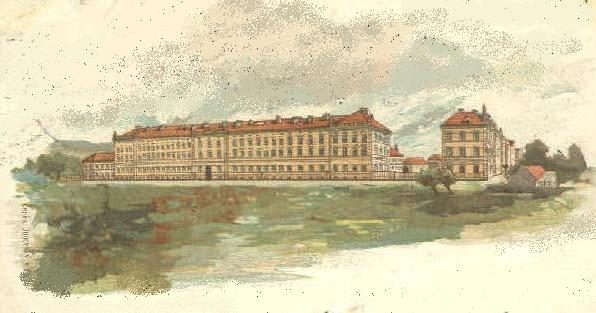
Koszary piechoty w Písku

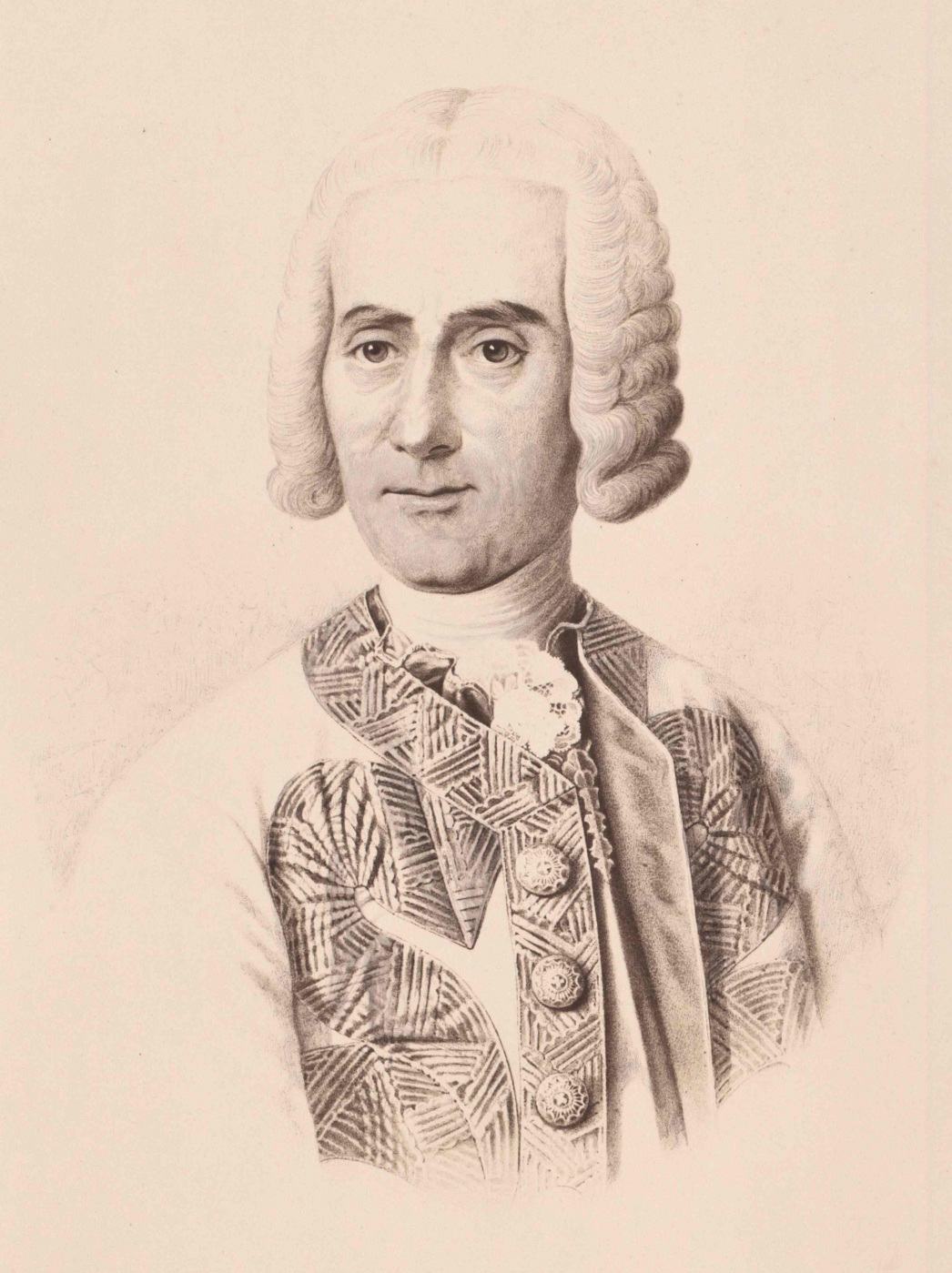
FM Michael Johann von Wallis

Czeski Pułk Piechoty Nr 11 (niem. Böhmisches Infanterieregiment Nr. 11) – pułk piechoty cesarskiej i królewskiej Armii.

## Historia pułku
Pułk został utworzony w 1629 roku. 
Okręg uzupełnień nr 11 Písek na terytorium 8 Korpusu.
Kolejnymi szefami pułku byli:
- płk Franz de Mers (od 1636),
- FM Michael Johann von Wallis(inne języki) (1774 – †18 XII 1798),
- arcyksiążę FZM Rajner Józef Habsburg (1801 – †16 I 1853),

a po nim książęta Saksonii:
- Albert von Sachsen (1853–1873),
- książę Georg von Sachsen (1873–1902),
- Jerzy II (1902 – †25 VI 1914)[1].

Kolory pułkowe: popielaty (aschgrau), guziki złote.

### Dyslokacja w roku 1873
Dowództwo w Hradcu Králové, komenda uzupełnień oraz batalion zapasowy w Pisku.

### Dyslokacja w roku 1903
Dowództwo oraz bataliony II, III i IV w Pradze, I batalion w Písku.

### Dyslokacja w latach 1912–1914
Dowództwo oraz bataliony III i IV w Pradze, I w Písek, II w Prachaticach.

## Przydział w roku 1914
19 Dywizja Piechoty.

## Żołnierze
Komendanci pułku
- płk Maximilian Bonowa (1873)
- 1903–1904 – płk Karl Knopp von Kirchwald
- 1905–1909 – płk Karl Lehmann
- płk Georg Schmieg (1910)
- 1911–1913 – płk Walter Schreitter von Schwarzenfeld
- płk Karl Wokoun (1914)

Oficerowie
- ppor. rez. Karol Mika